# Malus asiatica
Malus asiatica là loài thực vật có hoa thuộc chi Hải đường, họ Hoa hồng. Đây là loài bản địa của Trung Quốc và Hàn Quốc, được Nakai mô tả khoa học đầu tiên năm 1915.

## Hình ảnh

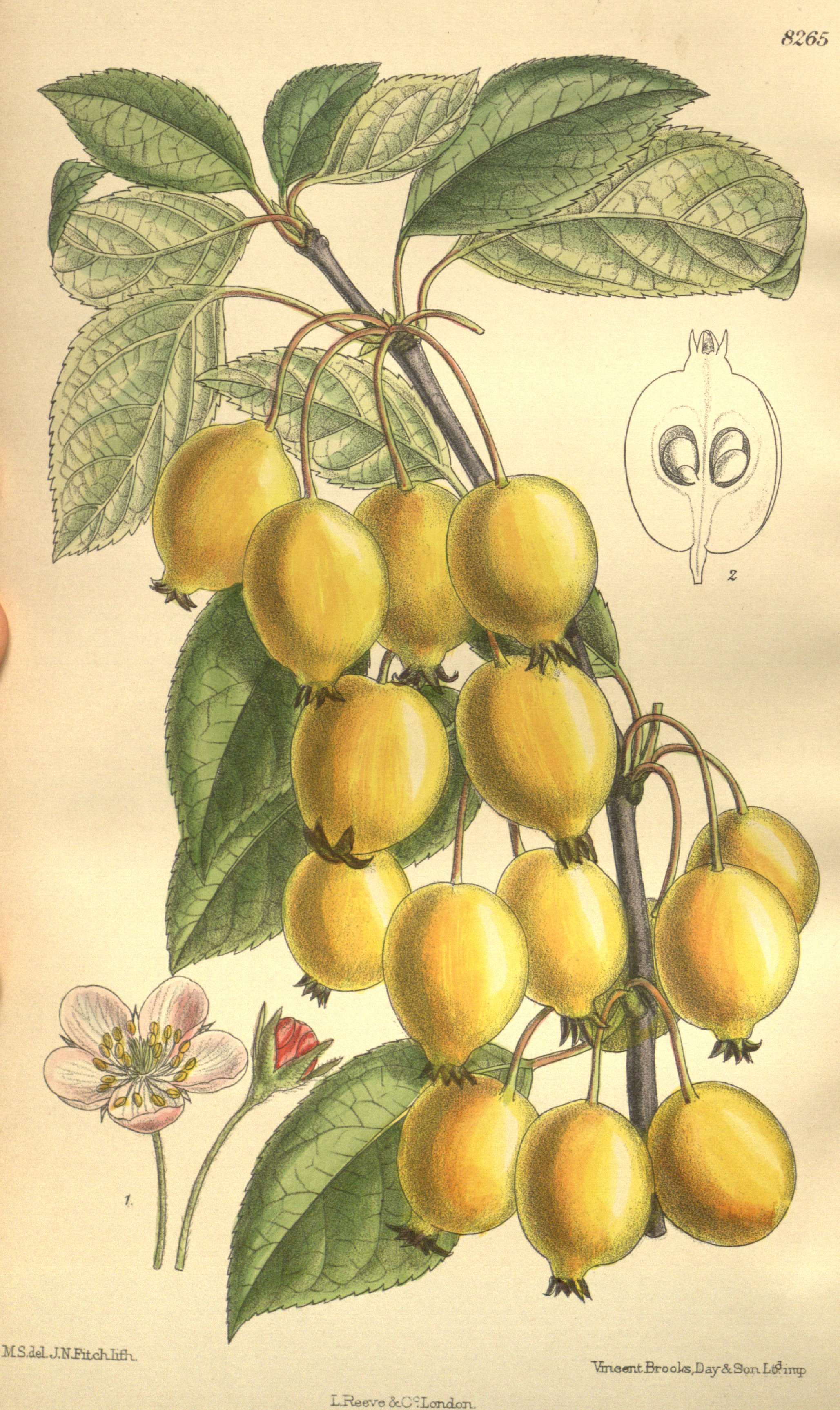